# Siocon
Siuocon è una municipalità di seconda classe delle Filippine, situata nella Provincia di Zamboanga del Norte, nella regione della Penisola di Zamboanga.
Siocon è formata da 26 baranggay:
- Andres Micubo Jr. (Balili)
- Balagunan
- Bucana
- Bulacan
- Dionisio Riconalla
- Candiz
- Datu Sailila
- Jose P. Brillantes Sr. (Old Lituban)
- Latabon
- Makiang
- Malambuhangin
- Malipot
- Manaol

- Mateo Francisco
- Matiag
- New Lituban
- Pangian
- Pisawak
- Poblacion
- S. Cabral
- Santa Maria
- Siay
- Suhaile Arabi
- Tabayo
- Tagaytay
- Tibangao